# Grundspil
Et grundspil er de indledende kampe i en turneringsform med slutspil. I grundspillet gælder det så om at slutte i den mest fordelagtige position før slutspillet, da det som regel er en fordel at slutte højest muligt i grundspillet i det man alt efter sportsgren enten kan starte slutspillet med bonuspoints, få hjemmebanefordele og/eller starte med at møde lavere rangerede hold i slutspillet. Man spiller som regel flere kampe i grundspillet end i slutspillet. De hold, der ikke kvalificerer sig til slutspillet, er enten færdige for sæsonen, men overlever i rækken, skal spille nedrykningskampe eller rykker direkte ned alt efter sportsgren og holdets placering.
| Sport | Spire Denne artikel om sport er en spire som bør udbygges. Du er velkommen til at hjælpe Wikipedia ved at udvide den. |